# Сингапур на Светском првенству у атлетици на отвореном 2011.
Сингапур је учествовао на 13. Светском првенству у атлетици на отвореном 2011. одржаном у Тегу од 27-1. септембра. Репрезентацију Сингапура представљало је двоје такмичара (1 мушкарац и 1 жена), коју су учествовали у исто толико атлетских дисциплина. , 
На овом првенству Сингапур нису освојио ниједну медаљу. Није било националних, личних и рекорда сезоне.

## Учесници
| Мушкарци: - Фу И Јео — 100 м | Жене: - Дипна Лим Прасад — 100 м препоне |  |

## Резултати

### Мушкарци
| Атлетичар | Дисциплина | Лични рекорд | Квалификације | Квалификације | Група    | Група      | Полуфинале           | Полуфинале           | Финале               | Финале       | Детаљи |
| Атлетичар | Дисциплина | Лични рекорд | Резултат      | Место         | Резултат | Место      | Резултат             | Место                | Резултат             | Место        | Детаљи |
| --------- | ---------- | ------------ | ------------- | ------------- | -------- | ---------- | -------------------- | -------------------- | -------------------- | ------------ | ------ |
| Фу И Јео  | 100 м      | 10,62        | 10,76         | 3. у гр. 3 КВ | 10,85    | 8. у гр. 5 | Није се квалификовао | Није се квалификовао | Није се квалификовао | 48 / 71 (73) |        |

### Жене
| Атлетичарка      | Дисциплина    | Лични рекорд     | Квалификације | Квалификације | Полуфинале            | Полуфинале            | Финале                | Финале       | Детаљи |
| Атлетичарка      | Дисциплина    | Лични рекорд     | Резултат      | Место         | Резултат              | Место                 | Резултат              | Место        | Детаљи |
| ---------------- | ------------- | ---------------- | ------------- | ------------- | --------------------- | --------------------- | --------------------- | ------------ | ------ |
| Дипна Лим Прасад | 100 м препоне | 14,23 (+0,7 m/s) | 14,40 (0,1)   | 8. у гр. 1    | Није се квалификовала | Није се квалификовала | Није се квалификовала | 37 / 38 (39) |        |

Легенда: НР = национални рекорд, ЛР= лични рекорд, РС = Рекорд сезоне (најбољи резултат у сезони до почетка првества), КВ = квалификован (испунио норму), кв = квалификова (према резултату)